# Ягнёнок (фильм, 2014)
Ягнёнок (тур. Kuzu) — турецко-немецкий драматический фильм 2014 года режиссера Кутлуга Атамана. Премьера фильма состоялась в рамках секции «Панорама» 64-го Берлинского международного кинофестиваля.

## Сюжет
Фильм рассказывает историю деревенской семьи, которая преодолевает трудности, чтобы накопить денег на банкет по случаю празднования перехода сына во взрослую жизнь.

## Производство
Часть съемок фильма прошла в Эрзинджане, родном городе режиссера Кутлуг Атамана. На награждении на Берлинском международном кинофестивале Кутлуга Атаман сказал: «Я вручаю эту награду своей стране и Эрзинджану».

## В ролях
- Несрин Джавадзаде — Медина
- Гювен Кырач — Мухтар
- Шериф Сезер — Лейла
- Танер Бирсель — Аднан Бей
- Нурсель Кёсе — Сафие